# Papa Ponțian
Papa Ponțian (n.  ?, Roma, Italia – d. octombrie 235 d.Hr., Tavolara Island⁠(d), Sardinia, Italia) (în latină Pontianus) a deținut funcția papală în perioada anilor 230 – 235

## Activitatea
Roman de origine, a prezidat la Roma sinodul care a confirmat condamnarea emanată de episcopul Demetriu al Alexandriei împotriva teologului Origen.

## Abdicarea
În 235, după moartea împăratului Alexandru Sever, succesorul său, Maximin Tracul, a dezlănțuit o nouă persecuție împotriva creștinilor. Papa Ponțian a fost arestat și deportat în minele din Sardinia și, aceeași soartă, l-a ajuns și pe antipapa Hippolyt. La 28 septembrie 235, Ponțian a abdicat – primul episcop roman care renunță la pontificat – iar data abdicării sale, redată în Catalogul Liberian din sec. al IV-lea, este prima dată certă din istoria papilor. Scurt timp după abdicare, papa a murit în detenția din minele sarde alături de rivalul său Hippolyt, cu care s-a reconciliat.

## Decesul
Trupurile celor doi au fost aduse la Roma în 236 sau 237 de sf. Papă Fabian și înmormântați amândoi în catacombele sf. Calixt. Lespedea sf. Ponțian, cu numele și titlul de episcop al Romei, săpate în litere grecești ( Pontianus [E]piscop [M]artir ) a fost descoperită în 1909.
Sărbătorit împreună cu sf. Hippolyt pe 13 august.